# Scopula sulphuraria
Scopula sulphuraria är en fjärilsart som beskrevs av Freyer 1847. Scopula sulphuraria ingår i släktet Scopula och familjen mätare. Inga underarter finns listade.